# Cell Press
«Cell Press» є науковим видавництвом, що публікує понад 50 наукових журналів, присвячених біологічним та медичним наукам, фізичним наукам, наукам про землю, як незалежно, так і в партнерстві з науковими товариствами. Багато журналів Cell Press є одними з найавторитетніших у своїх галузях. Cell Press було засновано і нині базується в Кембриджі, штат Массачусетс, має офіси в Сполучених Штатах, Європі та Азії під керівництвом материнської компанії Elsevier.

## Історія
Бенджамін Левін заснував Cell у січні 1974 року під егідою MIT Press. Потім він придбав назву та заснував незалежну Cell Press у 1986 році. Компанія виділила такі нові журнали: Neuron у березні 1988 року; Immunity у квітні 1994 р.; і Molecular Cell у грудні 1997 року. Бенджамін Левін пішов у жовтні 1999 року після того, як у квітні 1998 року продав Cell Press Elsevier.
З того часу видавництво Cell Press випустило низку нових видань: Developmental Cell у липні 2001 року; Cancer Cell у лютому 2002 р.; Cell Metabolism у січні 2005 р.; Cell Host & Microbe у березні 2007 р.; Cell Stem Cell у липні 2007 р.; Cell Systems у липні 2015 р.; Heliyon 2015; Chem у липні 2016 р.; Joule у вересні 2017 р.; iScience у березні 2018 р.; і One Earth у вересні 2019 року. Cell Genomics було додано у 2021 році.
Тим часом три додаткові журнали Elsevier приєдналися до групи Cell Press: Current Biology, заснований у січні 1996 року, який став частиною Cell Press на початку 2001 року; Structure, заснована в 1993 році, яка об'єдналася з журналом Folding & Design на початку 1999 року. У цей момент назва змінилася на Structure with Folding & Design, але повернулася до Structure на початку 2001 року, коли журнал приєднався до Cell Press. Cell Chemical Biology (колишня назва Chemistry & Biology) була заснована 15 квітня 1994 року та приєдналася до Cell Press у січні 2002 року. У жовтні 1995 року був запущений Cell.com, а повнотекстові онлайн-версії були запущені в липні 1997 року.
У 2007 році Cell Press придбала сімейство журналів Trends, 16 оглядових журналів, що висвітлюють науки про життя, фізичні та медичні науки.

## Відкритий доступ
Cell Press опублікувала свій перший журнал із відкритим доступом, Cell Reports, у 2012 році. У січні 2021 року всі журнали Cell Press почали пропонувати варіанти публікації у відкритому доступі. Станом на травень 2022 року Cell Press публікує 17 журналів у відкритому доступі та 40 гібридних журналів. У 2021 році 50 % усіх статей, опублікованих у Cell Press, були у відкритому доступі.

## Знакові Статті
- Гетерохронний ген lin-4 C. elegans кодує малі РНК з антисмисловою комплементарністю до lin-14 — Cell, Lee, Feinbaum & Ambros (1993)[8],
- Ознаки раку — Cell, Hanahan & Weinberg (2001)[9],
- Індукція плюрипотентних стовбурових клітин із культур ембріонів миші та дорослих фібробластів за визначеними факторами — Cell, Takashi & Яманака (2006)[10],
- Індукція плюрипотентних стовбурових клітин з фібробластів дорослої людини визначеними факторами — Cell, Takahashi та ін. (2007)[11],
- Еластичність матриці керує специфікацією походження стовбурових клітин — Cell, Engler та ін. (2007)[12],
- МікроРНК: геноміка, біогенез, механізм і функція — Cell, Voinnet (2009)[13],
- Ознаки раку: наступне покоління — Cell, Hanahan & Weinberg (2011)[14],
- Ознаки старіння — Cell, López-Otín та ін. (2013)[15].

## Інновації
У 2016 році Cell Press запустила STAR Methods. Методи STAR (структурована прозора доступна звітність) спрямовані на те, щоб зробити доступними методи дослідження, які можна відтворювати.

## Адвокація
У 2020 році видавництво Cell Press запустило премію Rising Black Scientist Awards. Есе-переможці публікуються в Cell, а переможці отримують нагороду в розмірі 10 000 доларів США. Джерело: Переможцями 2021 року стали Чарліз Вільямс і Ель Летт. Переможцями 2020 року стали Олуфолакемі Олусанья та Крістал Старберд.